# Syn człowieczy (obraz)
Syn człowieczy (fr. Le fils de l’homme) – obraz autorstwa belgijskiego malarza surrealistycznego Renégo Magritte’a, stworzony w 1964 roku.

## Opis obrazu
Obraz jest autoportretem. Przedstawia człowieka, stojącego na tle morza, w garniturze, białej koszuli i czerwonym krawacie oraz meloniku. Twarz postaci jest zasłonięta przez zielone jabłko. Z tyłu postaci, w dolnej części obrazu, widać ceglany mur. Niebo jest zachmurzone, z wieloma szarymi chmurami.
Obecnie jest w posiadaniu prywatnego kolekcjonera.

## Nawiązania
Według The Beatles Anthology jabłko w logo Apple Records zostało zaprojektowane tak, aby przypominało jabłko z obrazu Syn człowieczy.
Nawiązaniem do obrazu jest fotografia Storma Thorgersona umieszczona na tylnej okładce płyty Wish You Were Here Pink Floyd
Obraz ten (a w zasadzie jego kradzież z eksponującego to dzieło muzeum) jest motywem przewodnim filmu z 1999 pt. Afera Thomasa Crowna, z Pierce’em Brosnanem w roli tytułowej.